# Proměna (biologie)
Proměna je soubor změn probíhajících od vajíčka až k dospělosti.
Termín se užívá při popisu životního cyklu obojživelníků, hmyzu s nepřímým vývojem aj.

## Proměna u hmyzu
Rozlišuje se proměna dokonalá (holometabolie) a proměna nedokonalá (hemimetabolie, heterometabolie). Pokud k žádné proměně během životního cyklu nedochází, užívá se termín ametabolie.

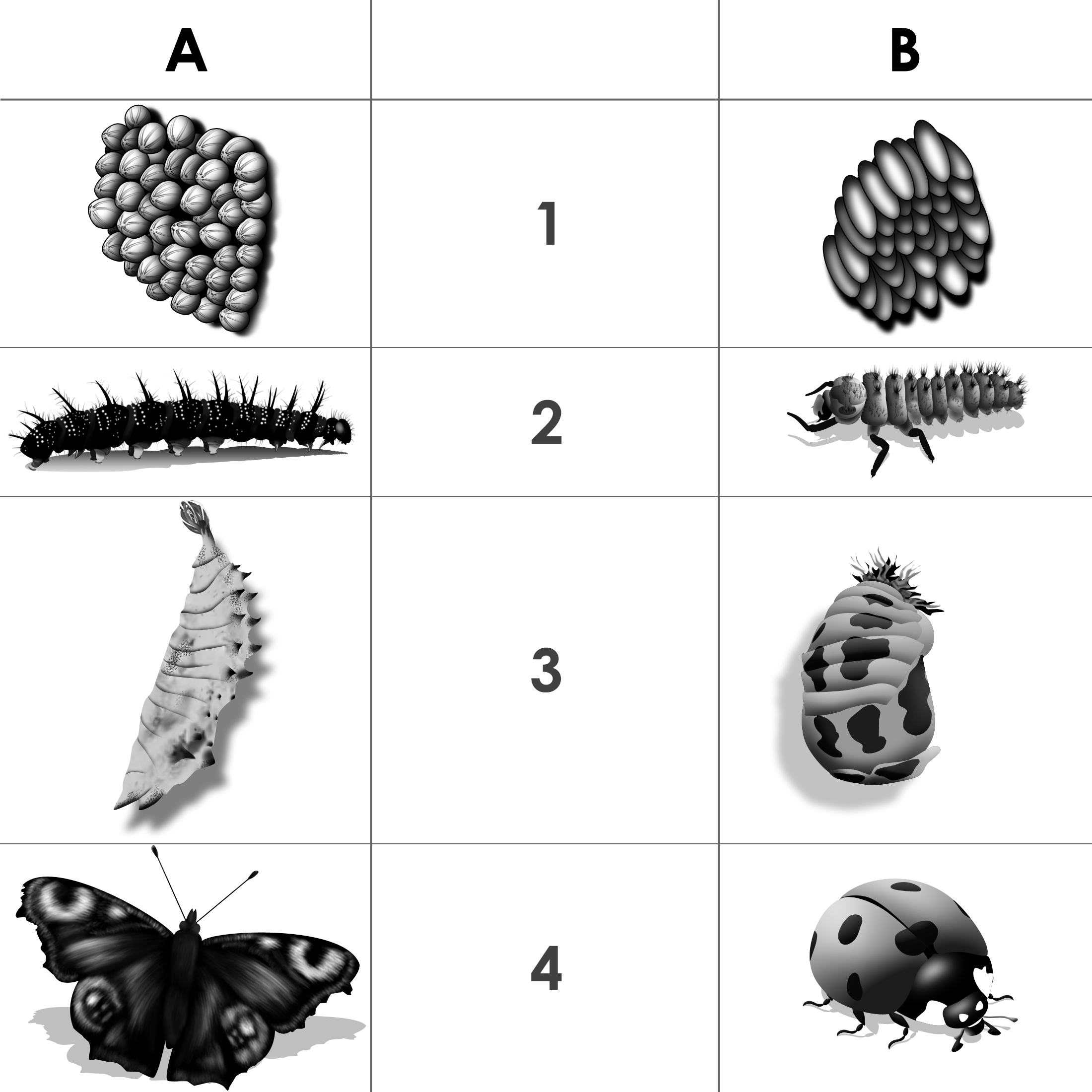
Proměna dokonalá
A: motýl (babočka paví oko)
B: brouk (slunéčko sedmitečné)
1 – stadium vajíček
2 – A: housenka, B: larva
3 – kukla
4 – imago

### Proměna dokonalá
Nejvyvinutější hmyz má životní cyklus, který zahrnuje dokonalou proměnu. Z vajíček se líhnou larvy nebo housenky, které se dospělým exemplářům nepodobají ani tvarem, ani vzhledem. Larvy přijímají potravu, rostou, několikrát se svlékají a nakonec se zakuklí. Uvnitř kukly se celé tělo reorganizuje, až se vylíhne dospělý jedinec (imago). U hmyzu s touto proměnou lze právě díky kukle často rozeznat pohlaví jedince (např. u roháče – kukla s velkými čelistmi náleží samci). Ovšem ne vždy platí zmíněná pravidla: dospělci některých brouků se podobají larvám, samičky některých horských nočních motýlů jsou bezkřídlé a někteří dvoukřídlí nemají vůbec imaga, protože jejich larvy plodí ve svém těle mnoho dalších larev. Dokonalou proměnu prodělávají vosy, včely, mravenci, dvoukřídlí, brouci, denní i noční motýli, chrostíci, blechy, síťokřídlí a srpice. Dokonalá proměna umožňuje larvě specializovat se na výživu a imagu na rozmnožování a hledání nového teritoria.
Vývoj
Vajíčko → mladá larva → dospělá larva → kukla → dospělec (imago).

### Proměna nedokonalá

Proměna nedokonalá, resp. nymfy a dospělec kobylky (vajíčko na obrázku chybí)

Postupná proměna, v níž se tělo plynule během několika stadií stále více podobá dospělci, je patrně životním cyklem původního primitivního hmyzu. Tuto „nedokonalou“ proměnu nacházíme u rovnokřídlých, švábů, termitů, jepic, vážek, strašilek, kudlanek a ploštic. Mladé nymfy nemají křídla; u  starších stadií se nacházejí výběžky na hrudi, v nichž se vyvíjejí křídla, přičemž po každém svlékání se výběžky prodlouží, až se svlékne poslední stadium nymfy a vylíhne se dospělý jedinec. Nymfy některého hmyzu, jako například motýlic, žijí pod vodou a vylézají mimo ni jen před proměnou v okřídlené imago.
Vývoj
Vajíčko → nymfa (několikrát se svléká) → dospělec (imago).

### Ametabolie
U některých primitivních skupin hmyzu probíhá vývoj prakticky bez proměny. Mladý jedinec se liší od dospělce jen velikostí. Roste díky několikerému svlékání. Příkladem ametabolního hmyzu je rybenka.